# Коалиб
Коали́б, лгалиге, группа кордофанских народов в Судане (на Востоке плато Кордофан): коалиб (лгалиге), кандериа, кавама, ларо, моро, оторо, тира, фунгор, швай, хейбан (самоназвание — лебанг). Общая численность 240 тыс. человек .

## Язык
Говорят на языках коалиб-море. Также существует 7 аналогичных языков и диалектов, схожих, по стандартам ИСО, с коалиб .

## Религия
Большинство коалиб — мусульмане-сунниты, часть придерживается традиционных верований (Мисюгин, 1966: 287).

## Территория проживания
Судан (на Востоке плато Кордофан) Архивная копия от 5 марта 2016 на Wayback Machine.

## Социальная структура
Основная ячейка социальной организации — большесемейная община. Группа семей составляет экзогамный клан со старейшиной во главе. Брак патрилокален. Счёт родства патрилинейный, у талоди и кадугли-кронго сохраняются матрилинейные традиции (Минц, 2007: 250).

## Образ жизни и занятия
Традиционная культура общекордофанского типа. Основные занятия — богарное и поливное земледелие на террасах (дохна, сорго, кунжут, арахис, хлопчатник), разведение крупного и мелкого рогатого скота; важное значение имеет сбор гуммиарабика. Сохранился фольклор, в том числе музыкальный (Андрианов, 1999:198).